# Trochilodes skinneri
Trochilodes skinneri är en tvåvingeart som beskrevs av Daniel William Coquillett 1903. Trochilodes skinneri ingår i släktet Trochilodes och familjen parasitflugor. Inga underarter finns listade i Catalogue of Life.